# Liste des systèmes de lancement orbitaux
La liste des systèmes classiques de lancement orbital recense tous les engins développés ou en développement qui permettent de placer un satellite en orbite. Elle comprend les lanceurs (fusées multi-étages) et autres systèmes de lancement conventionnels existants comme la navette spatiale américaine.

## Allemagne
- Spectrum – En cours de qualification
- RFA One – En développement
- SL1 - En développement

## Argentine
- TRONADOR – En développement[1]

## Australie
- Eris - En développement

## Brésil
- VLS-1 – Interrompu
- VLM – Développement en sommeil

## Canada
- Aurora - En développement
- C6 Rocket - En développement
- Cyclone-4M - En développement

## Chine
- Ceres-1 - Opérationnel
- Feng Bao 1 - Retiré du service
- Kuaizhou - Opérationnel
- Longue Marche
  - Longue Marche 1

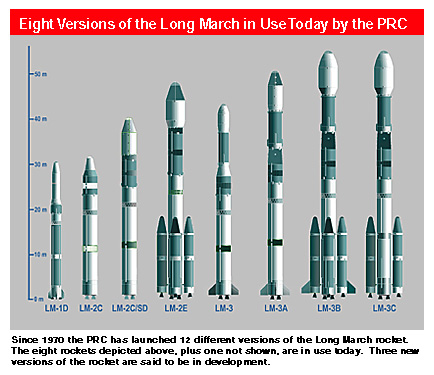
Longue Marche.

Longue Marche 2F.

    - Longue Marche 1 - Retiré du service
    - Longue Marche 1D - Retiré du service

  - Longue Marche 2
    - Longue Marche 2A - Retiré du service
    - Longue Marche 2C
    - Longue Marche 2D
    - Longue Marche 2E - Retiré du service
    - Longue Marche 2F - Retiré du service
    - Longue Marche 2F/G
    - Longue Marche 2F/T

  - Longue Marche 3
    - Longue Marche 3 - Retiré du service
    - Longue Marche 3A
    - Longue Marche 3B - Retiré du service
    - Longue Marche 3B/E - Opérationnel
    - Longue Marche 3C

  - Longue Marche 4
    - Longue Marche 4A - Retiré du service
    - Longue Marche 4B
    - Longue Marche 4C

  - Longue Marche 5
    - Longue Marche 5 - Opérationnel
    - Longue Marche 5B - Opérationnel

  - Longue Marche 6
    - Longue Marche 6 - Opérationnel
    - Longue Marche 6A – En étude
    - Longue Marche 6X – En étude

  - Longue Marche 7
    - Longue Marche 7 - Opérationnel
    - Longue Marche 7A - Opérationnel

  - Longue Marche 8 - Opérationnel
  - Longue Marche 9 – En étude
  - Longue Marche 10
    - Longue Marche 10 – En développement
    - CZ-5ZRL – En développement

  - Longue Marche 11
    - Longue Marche 11 - Opérationnel
    - Longue Marche 11H - Opérationnel
- New Line-1 - En développement
- Pallas 1 - En développement
- Zhongke-1 - Opérationnel
- Zhuque-2 - En cours de qualification

## Corée du Nord
- Paektusan-1 - Retiré du service
- Unha-2 - Échec
- Unha-3 - Opérationnel
- Chollima-1 - Opérationnel

## Corée du Sud
- KSLV-1[2],[3] - Retiré du service
- KSLV-2 - Opérationnel
- HANBIT-Nano - En développement

## États-Unis
- Antares - Opérationnel
- Ares – Annulé
  - Ares I
  - Ares IV
  - Ares V
- Athena
  - Athena I - Inactif
  - Athena II - Inactif
- Atlas
  - Atlas B - Retiré du service
  - Atlas D - Retiré du service
  - Atlas-Able - Retiré du service
  - Atlas Agena - Retiré du service
  - Atlas E/F - Retiré du service
  - Atlas H - Retiré du service
  - Atlas LV-3B - Retiré du service
  - Atlas SLV-3 - Retiré du service

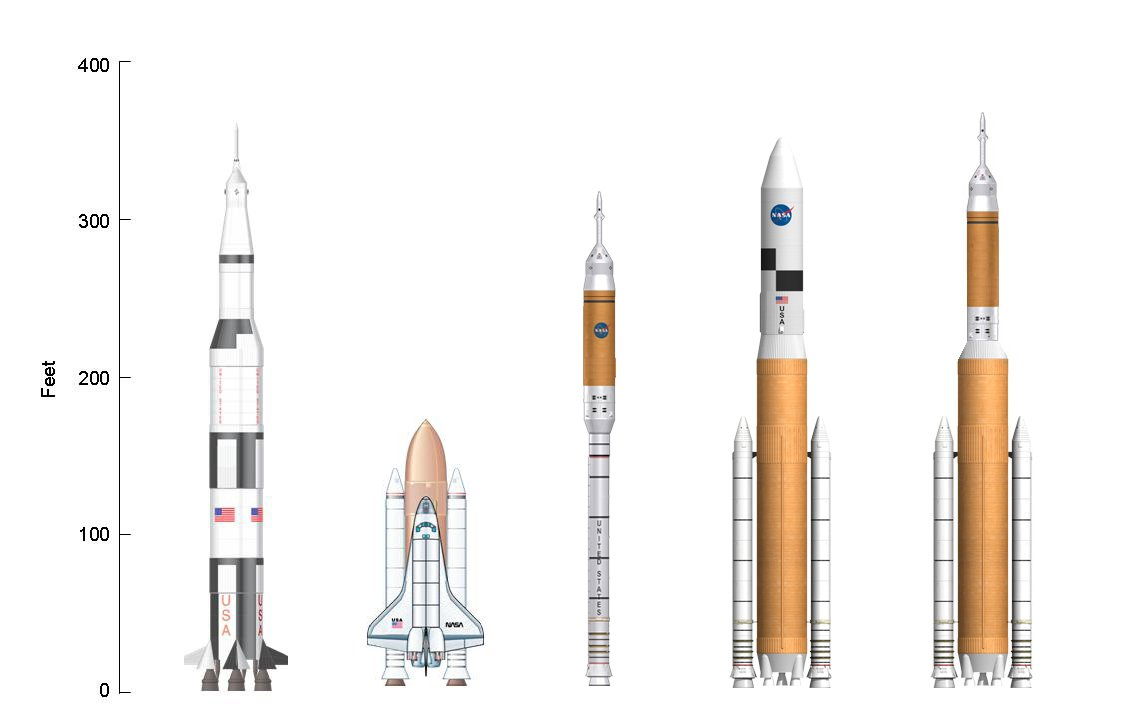
La fusée Saturn V, la navette spatiale et les trois fusées Ares.

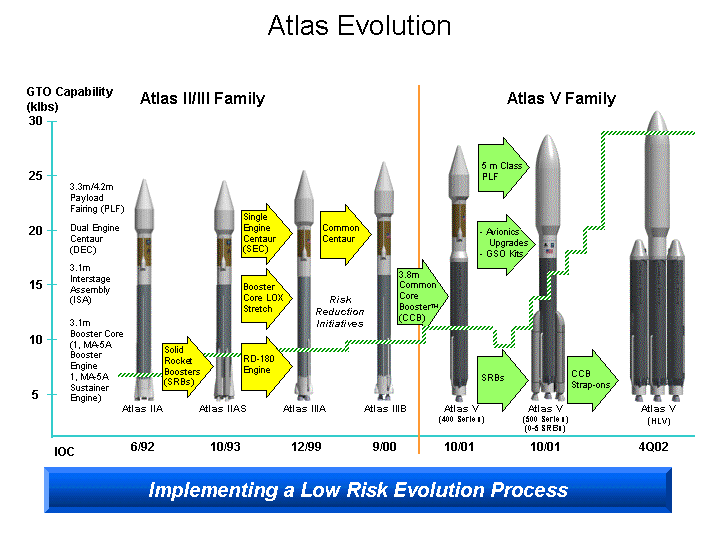
Fusées Atlas.

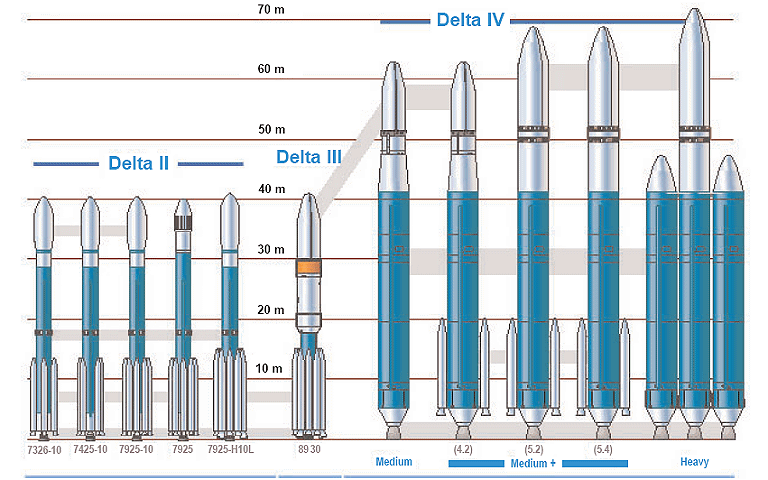
Fusées Delta.

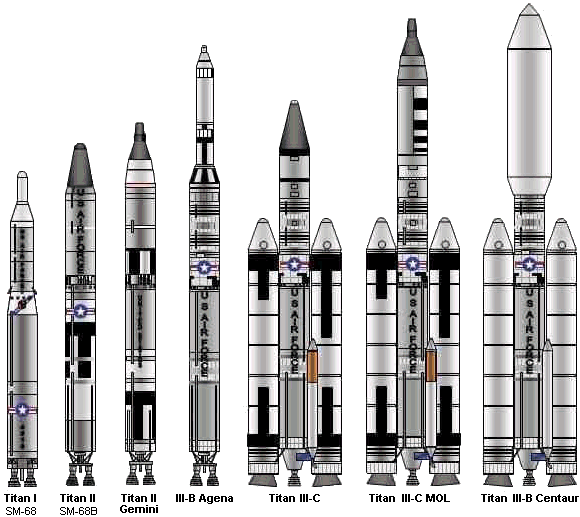
Fusées Titan.

  - Atlas-Centaur - Retiré du service
    - Atlas G - Retiré du service
    - Atlas I - Retiré du service
    - Atlas II - Retiré du service
    - Atlas III - Retiré du service
    - Atlas V - Opérationnel
- Conestoga - Retiré du service
- Dauntless - En développement
- Electron - Opérationnel
- Falcon
  - Falcon 1 - Retiré du service
    - Falcon 1e - Annulé

  - Falcon 9
    - Falcon 9 v1.0 - Retiré du service
    - Falcon 9 v1.1 - Retiré du service
    - Falcon 9 Full Thrust - Opérationnel
      - Falcon 9 Block 5 Opérationnel

  - Falcon Heavy - Opérationnel
- Firefly
  - Firefly Alpha - Opérationnel
  - MLV - En développement
- Juno II - Retiré du service
- LauncherOne - Opérationnel
- Light - En développement
- Minotaur
  - Minotaur I - Opérationnel
  - Minotaur II - Opérationnel
  - Minotaur IV - Opérationnel
  - Minotaur V - Opérationnel
- Minotaur-C - Opérationnel
- Navette spatiale
  - Columbia - Détruit en vol
  - Challenger - Détruit en vol
  - Discovery - Retiré du service
  - Atlantis - Retiré du service
  - Endeavour - Retiré du service
- New Glenn - En développement
- Neutron - En développement
- Pegasus - Opérationnel
- Pilot - Retiré du service
- Red Dwarf - En développement
- Redstone
  - Juno I - Retiré du service
  - Mercury-Redstone - Retiré du service
  - Sparta - Retiré du service
- Rocket
  - Rocket 3 - Retiré du service
  - Rocket 4 - En développement
- RS1 - En cours de qualification
- Saturn - Retiré du service
  - Saturn I - Retiré du service
    - Saturn IB - Retiré du service

  - Saturn V - Retiré du service
    - Saturn INT-21 - Retiré du service
- Scout - Retiré du service
- SPARK
- Space Launch System
  - SLS Bloc 1 - Opérationnel
  - SLS Bloc 1B - En développement
  - SLS Bloc 2 - En développement
- Starship - En cours de qualification
  - Starship Cargo - En cours de qualification
  - Starship Surface Cargo - En cours de qualification
  - Starship Tanker
  - Starship Crew
  - Starship HLS
  - Starship Deep Space
- Terran
  - Terran 1 - Retiré du service
  - Terran R - En développement
- Thor
  - Thor-Able - Retiré du service
  - Thor-Ablestar - Retiré du service
  - Thor-Agena - Retiré du service
    - Thorad-Agena - Retiré du service

  - Thor-Burner - Retiré du service
  - Thor DSV-2U - Retiré du service
  - Delta
    - Thor-Delta - Retiré du service
    - Delta A - Retiré du service
    - Delta B - Retiré du service
    - Delta C - Retiré du service
    - Delta D - Retiré du service
    - Delta E - Retiré du service
    - Delta G - Retiré du service
    - Delta J - Retiré du service
    - Delta L - Retiré du service
    - Delta M - Retiré du service
    - Delta N - Retiré du service
    - Delta 0100 - Retiré du service
    - Delta 1000 - Retiré du service
    - Delta 2000 - Retiré du service
    - Delta 3000 - Retiré du service
    - Delta 4000 - Retiré du service
    - Delta 5000 - Retiré du service
    - Delta II - Retiré du service
      - Delta II 6000 - Retiré du service
      - Delta II 7000 - Retiré du service

    - Delta III - Retiré du service
    - Delta IV - opérationnel
    - Delta IV Heavy - opérationnel
    - N et H-I - voir Japon - Retiré du service
- Titan - Retiré du service
  - Titan II GLV - Retiré du service
  - Titan 23G - Retiré du service
  - Titan IIIB - Retiré du service
  - Titan III - Retiré du service
  - Titan 34D - Retiré du service
  - Titan III commerciale - Retiré du service
  - Titan IV - Retiré du service
- Vanguard - Retiré du service
- Vulcan - Opérationnel

## Europe
- Ariane
  - Ariane 1 - Retiré du service
  - Ariane 2 - Retiré du service
  - Ariane 3 - Retiré du service
  - Ariane 4 - Retiré du service
  - Ariane 5
    - Ariane 5 G - Retiré du service

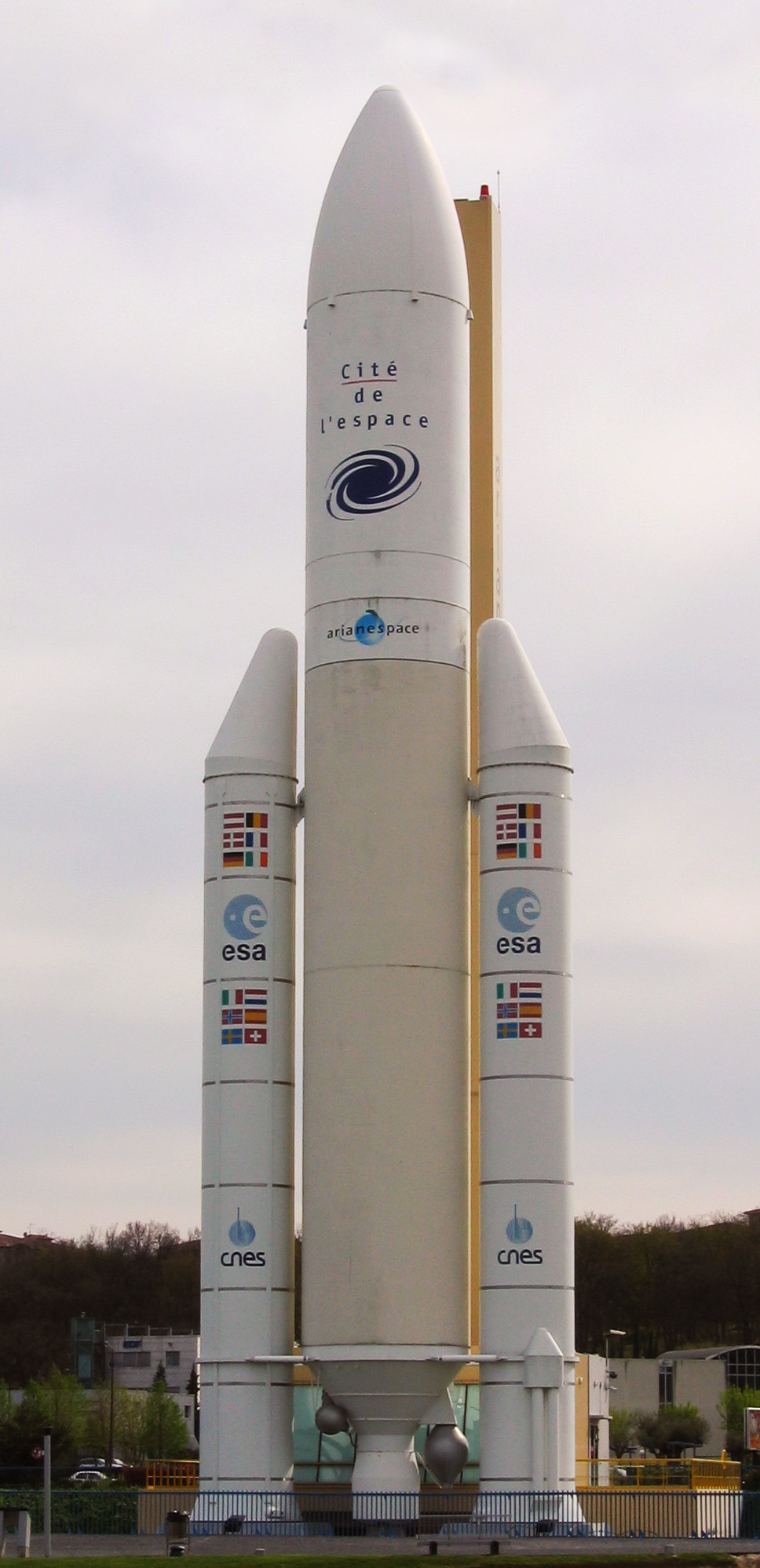
Ariane 5

Ariane 6

    - Ariane 5 ES - Retiré du service
    - Ariane 5 ECA - Retiré du service
    - Ariane 5 ECB/ME - version non développée

  - Ariane 6
    - Ariane 62 - Opérationnel
    - Ariane 64 - En développement
- Europa - Retiré du service
- Miura 5 - En développement
- RFA One - En développement
- SL1 - En développement
- Spectrum - En cours de qualification
- Vega - En service 
  - Vega C - En service
    - Vega C Light

  - Vega E - En développement

## France
- Véronique - Retiré du service
- Diamant
  - Diamant A - Retiré du service
  - Diamant B - Retiré du service
  - Diamant BP4 - Retiré du service
- Zéphyr - En développement
- Maia - En développement

## Inde

Les SLV, ASLV, PSLV, GSLV et GSLV Mk III.

- Augmented Satellite Launch Vehicle – Retiré du service
- Geosynchronous Satellite Launch Vehicle
  - GSLV Mk I (a) – Retiré du service
  - GSLV Mk I (b) – Retiré du service
  - GSLV Mk II - Opérationnel
- Geosynchronous Satellite Launch Vehicle Mk III – En service
- Polar Satellite Launch Vehicle
  - PSLV - Opérationnel
  - PSLV-CA - Opérationnel
  - PSLV-XL - Opérationnel
  - PSLV-3S  - Opérationnel
- Satellite Launch Vehicle – Retiré du service
- Small Satellite Launch Vehicle - Opérationnel
- Vikram 1 - En développement

## Iran
- Safir - Opérationnel
- Qased - Opérationnel
- Simorgh - En cours de qualification

## Israël
- Shavit - Opérationnel

## Japon

Mu.

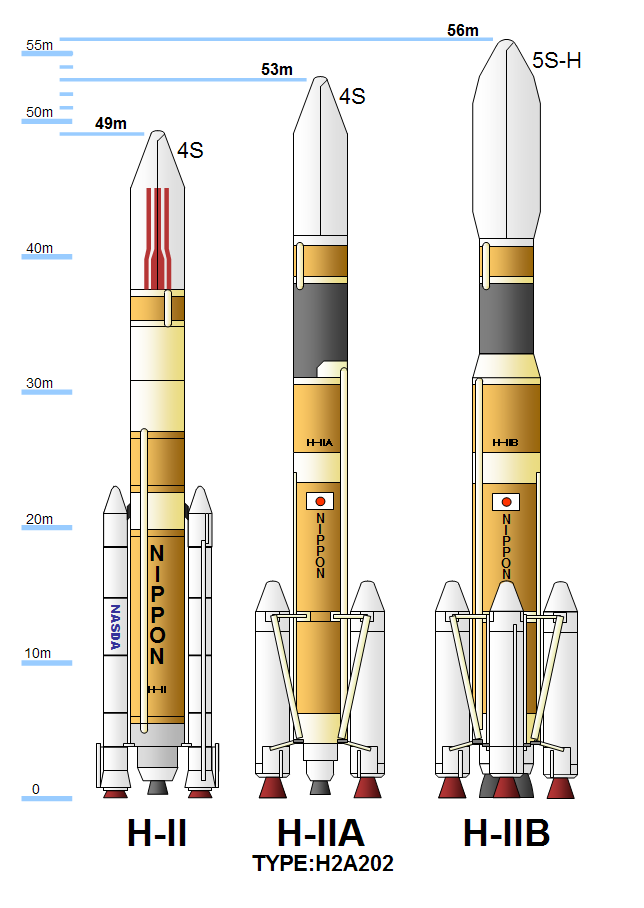
Série des H-II.

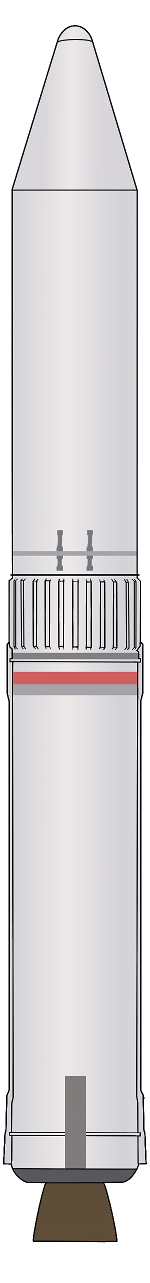
Εpsilon

- Lambda - Retiré du service
  - Lambda L-4S
- Mu - Retiré du service
  - Mu-4S[4]
  - Mu-3C[5]
  - Mu-3H[6]
  - Mu-3S[7]
  - Mu-3S2[8]
  - M-V
- N - Retiré du service
  - N-I
  - N-II
- H-I - Retiré du service
- H-II
  - H-II - Retiré du service
  - H-IIA - Opérationnel
  - H-IIB - Retiré du service
- H-III - En cours de qualification
- J-I - Retiré du service
- GX – Annulé
- Epsilon - Opérationnel
  - Epsilon S - En développement
- SS-520 - Opérationnel

## Nouvelle-Zélande
( En partenariat avec les USA )
- Electron – Opérationnel
- Neutron - En développement

## Royaume-Uni
- Black Arrow - Retiré du service
  - Black Arrow 2 - En développement
- Prime - En développement
- Skyrora XL - En développement

## Ukraine
- Cosmos-3M - Retiré du service [9]
- Dnepr-1 - Retiré du service
- Tsiklon [9]
  - Tsiklon-2 - Retiré du service
  - Tsiklon-3 - Retiré du service
  - Tsiklon-4 [10] – Annulé
- Cyclone-4M [11] – Développement en sommeil
- Zenit [9]
  - Zenit-2 - Figé par la guerre
  - Zenit-3 - Figé par la guerre

## Union soviétique puis Russie
- Angara
  - Angara 1.1 - Annulé
  - Angara 1.2 - (Vol suborbital)
  - Angara A3 - Pas développé
  - Angara A5 - Opérationnel
  - Angara A7 - Projet incertain
- Energuia - Détruit dans le hangar
  - Polious - Détruit en mer
  - Navette

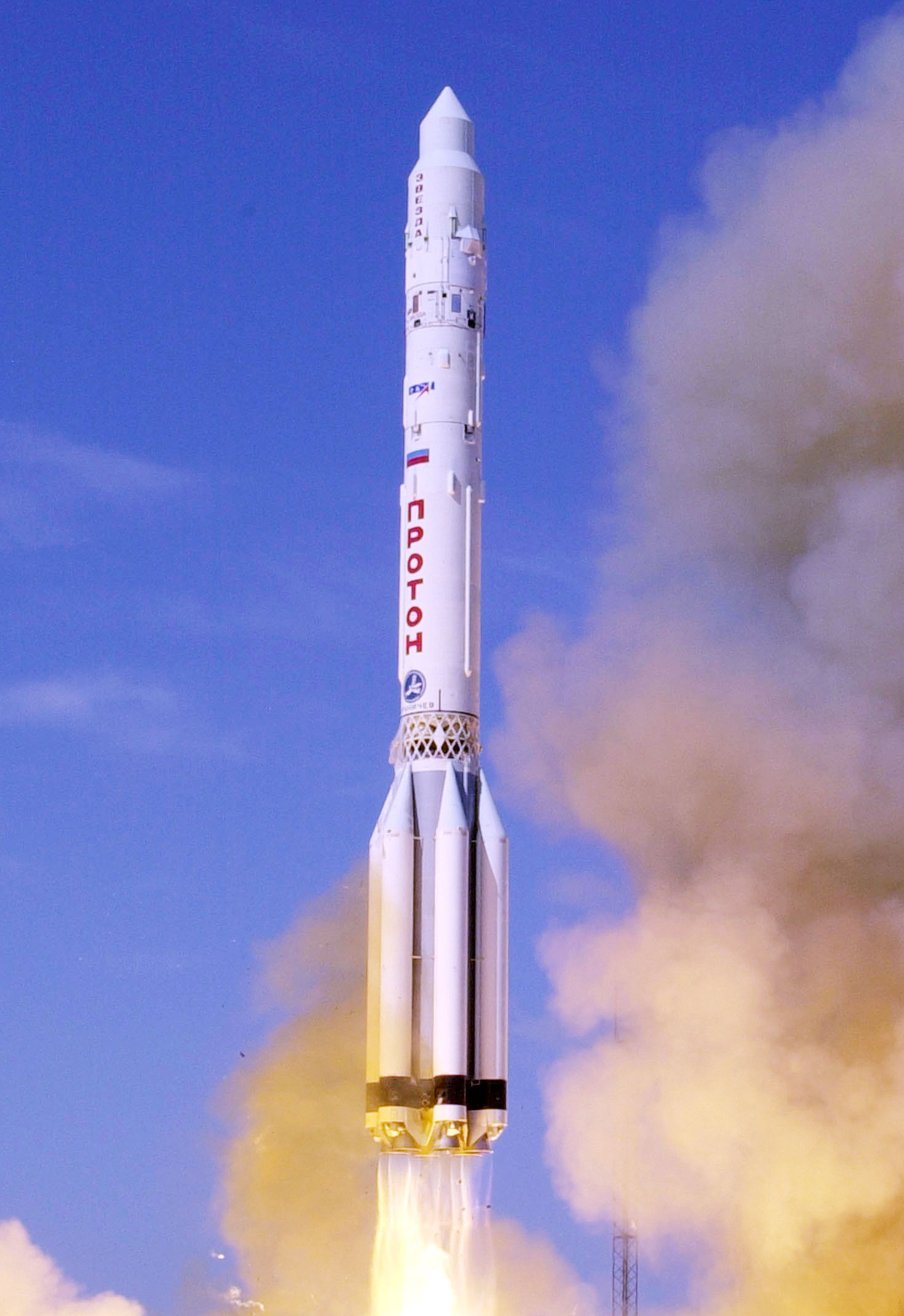
Proton-K.

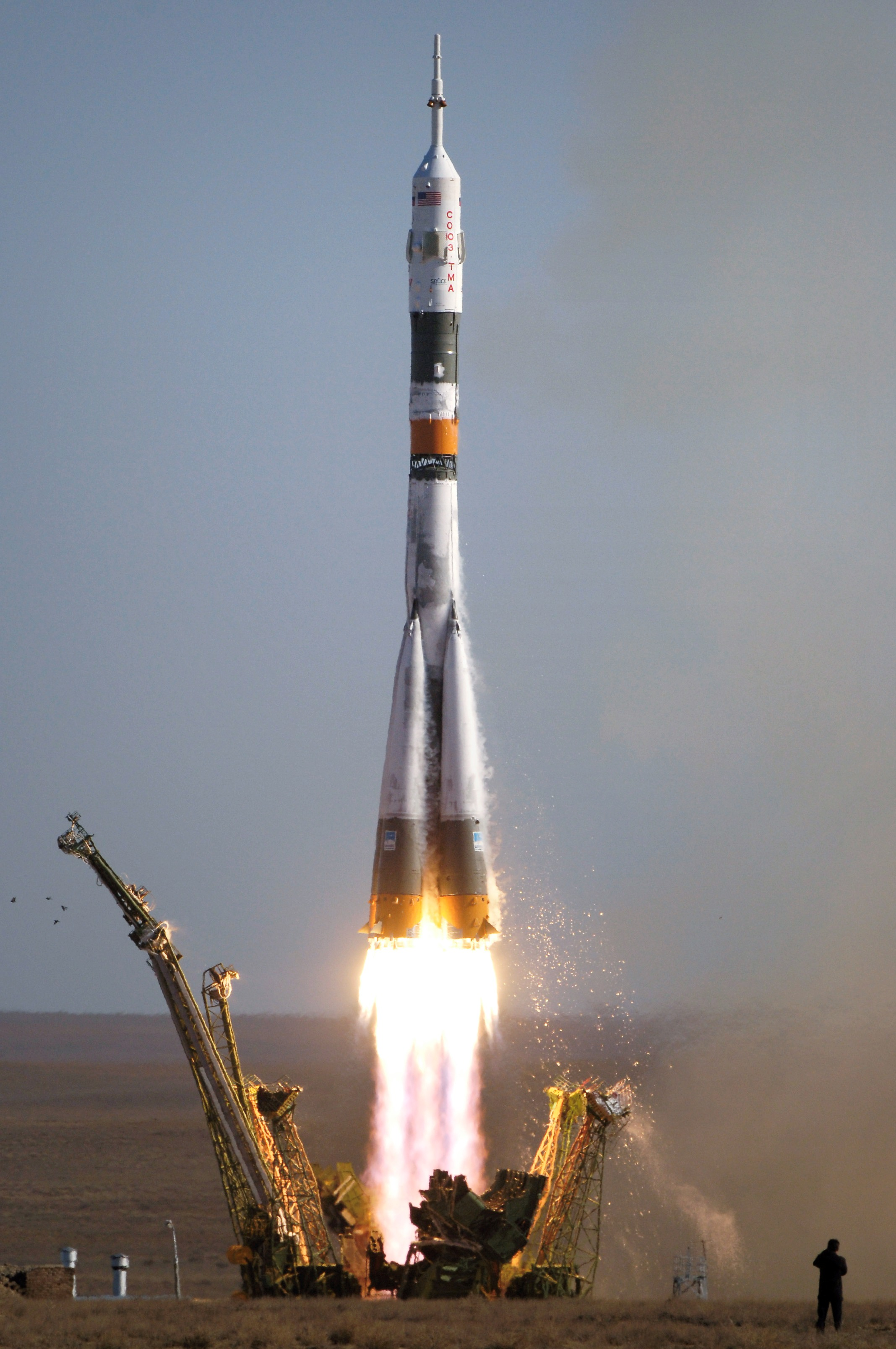
Soyouz-FG.

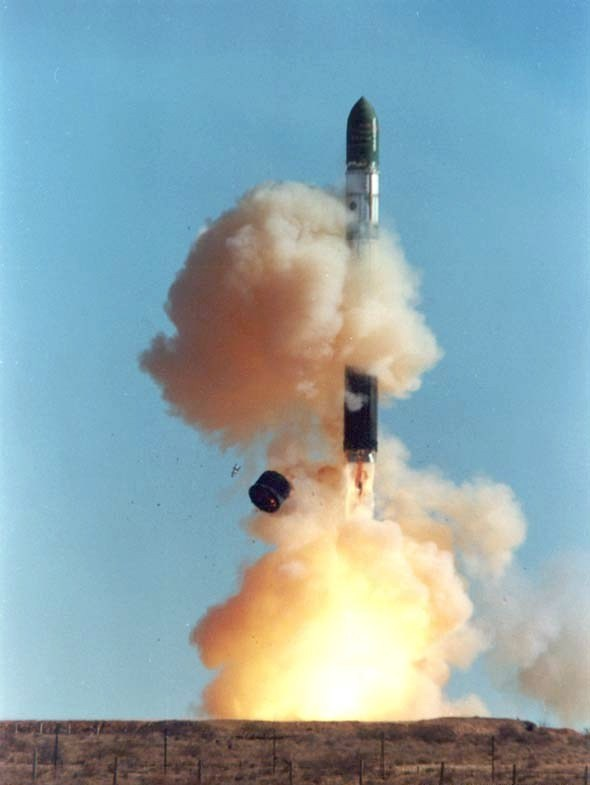
Dnepr-1.

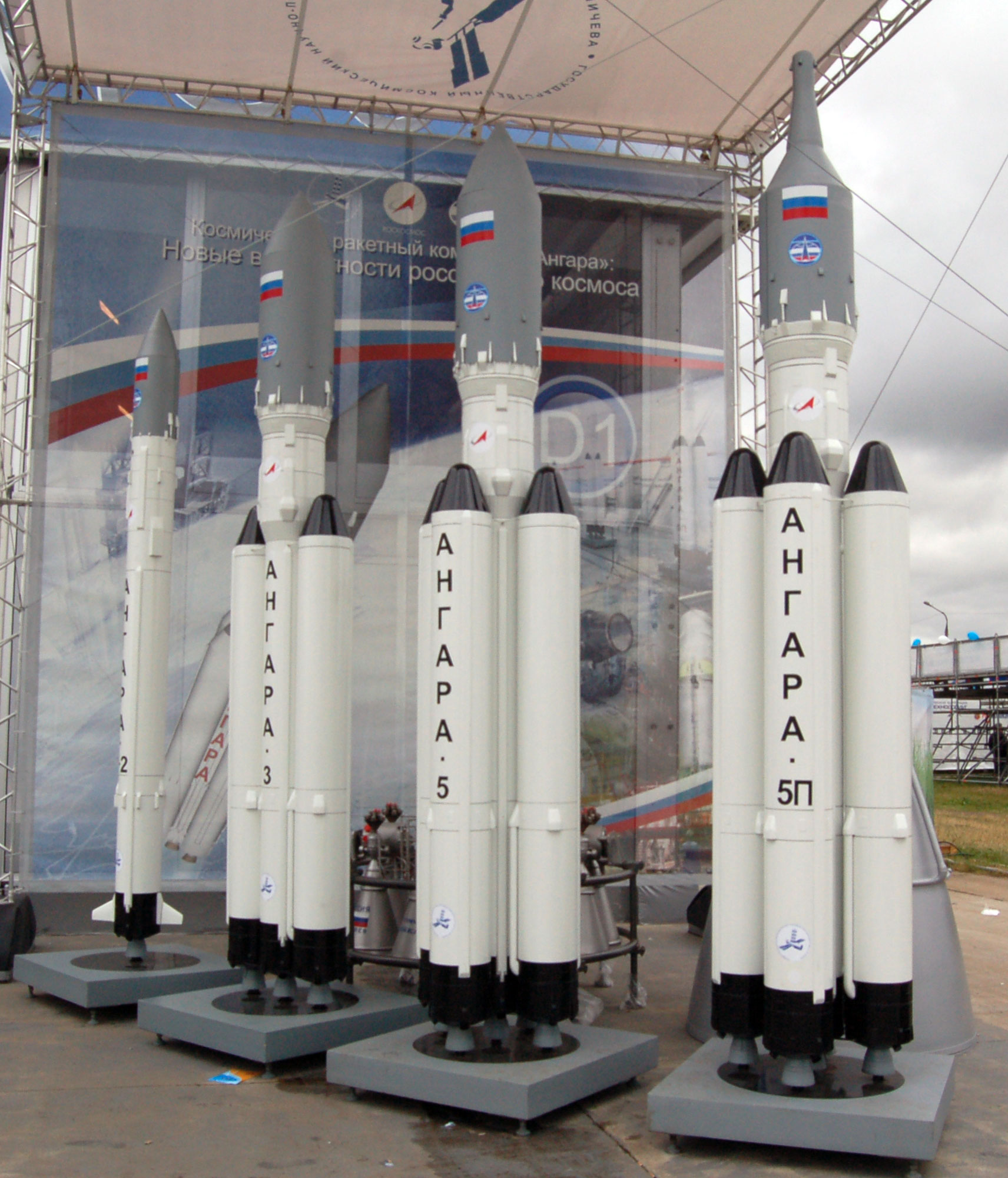
Angara.

    - Bourane - Détruit dans le hangar
    - Ptichka - Inutilisable
    - Baïkal - Inachevé
- Famille des Cosmos
  - Dérivé du R-12
    - Cosmos - Retiré du service
    - Cosmos-M ou 2M - Retiré du service
      - Cosmos-2 ou 2I - Retiré du service

  - Dérivé du R-14
    - Cosmos-1 - Retiré du service
      - Cosmos-3 - Retiré du service

    - Cosmos-3M - Retiré du service
- N1 - Échec
  - N1F - Inutilisé
- R-7 (famille de lanceurs)
  - Les Semiorka
    - R-7 Semiorka - Retiré du service
    - R-7A Semiorka - Retiré du service

  - Les Spoutnik
    - Spoutnik-PS - Retiré du service
    - Spoutnik - Retiré du service

  - Les Vostok
    - Luna (prédécesseur de Vostok-L (en)) - Retiré du service
    - Vostok - Retiré du service
      - Vostok-L - Retiré du service
      - Vostok-K - Retiré du service
      - Vostok-2 (en) - Retiré du service
      - Vostok-2M - Retiré du service

  - Les Molniya
    - Molniya - Retiré du service
    - Molniya-L - Pas développée
    - Molniya-M - Retiré du service

  - Polyot - Retiré du service
  - Voskhod - Retiré du service
  - Soyouz/Vostok - Retiré du service
  - Les Soyouz
    - Soyouz - Retiré du service
    - Soyouz-L - Retiré du service
    - Soyouz-M - Retiré du service
    - Soyouz-U - Opérationnel
      - Soyouz-U2 - Retiré du service
      - Soyouz-U Ikar - Retiré du service
      - Soyouz-U Fregat - Opérationnel

    - Soyouz-FG - Opérationnel
      - Soyouz-FG Fregat - Opérationnel

    - Soyouz 2.1a - Opérationnel
      - Soyouz 2.1a Fregat - Opérationnel
      - Soyouz 2.1a Volga - Opérationnel
      - Soyouz 2.1b - Opérationnel
      - Soyouz 2.1b Fregat - Opérationnel

    - Soyouz 2.1v (ex Soyouz 1) - Opérationnel
      - Soyouz 2.1v Volga - Opérationnel

    - Soyouz-5 - En développement
- Dérivé du R-29
  - Shtil'
  - Volna
- Dérivé du R-36
  - Dnepr-1 - Retiré du service
  - Tsyklon
    - Tsiklon-2 - Retiré du service
      - Tsiklon-2M - Retiré du service

    - Tsiklon-3 - Retiré du service
- Start-1 - Opérationnel
  - Start - Échec
  - Start-1.2 - Opérationnel
- Famille UR-100N
  - Rockot - Retiré du service
    - Rockot-M - En développement

  - Strela - Retiré du service
- Proton (UR-500)
  - Proton-K - Retiré du service
  - Proton-M - Opérationnel
- Famille des Zenit - Figé (depuis la guerre)
  - Zenit-1 (Booster d'Energia)
  - Zenit-2 - Figé par la guerre
    - Zenit-2M
    - Zenit-2FG

  - Zenit-3 - Figé par la guerre
    - Zenit-3F
    - Zenit-3SL
    - Zenit-3SLB